# Ivan Ivančenko
Ivan Dmitrievič Ivančenko (in russo Иван Дмитриевич Иванченко?; trasl. angl. Ivan Ivanchenko; Perm', 7 settembre 1998) è un calciatore russo, attaccante svincolato.

## Caratteristiche tecniche
È un centravanti.

## Statistiche
Statistiche aggiornate al 15 aprile 2019.

### Presenze e reti nei club
| Stagione        | Squadra         | Campionato      | Campionato | Campionato | Coppe nazionali | Coppe nazionali | Coppe nazionali | Coppe continentali | Coppe continentali | Coppe continentali | Altre coppe | Altre coppe | Altre coppe | Totale | Totale | Totale |
| Stagione        | Squadra         | Comp            | Pres       | Reti       | Comp            | Pres            | Reti            | Comp               | Pres               | Reti               | Comp        | Pres        | Reti        | Pres   | Reti   |        |
| --------------- | --------------- | --------------- | ---------- | ---------- | --------------- | --------------- | --------------- | ------------------ | ------------------ | ------------------ | ----------- | ----------- | ----------- | ------ | ------ | ------ |
| 2015-2016       | Lada-Togliatti  | PPF             | 14         | 2          | CR              | 0               | 0               |                    | -                  | -                  |             | -           | -           | 14     | 2      |        |
| 2016-2017       | Zenit-2         | 1D              | 2          | 0          |                 | -               | -               |                    | -                  | -                  |             | -           | -           | 2      | 0      |        |
| 2017-2018       | Anži            | PL              | 3          | 0          | CR              | 0               | 0               |                    | -                  | -                  |             | -           | -           | 3      | 0      |        |
| 2017-2018       | Anži-2          | PPF             | 3          | 0          |                 | -               | -               |                    | -                  | -                  |             | -           | -           | 3      | 0      |        |
| 2018-2019       | Zvezda Perm'    | PPF             | 10         | 0          | CR              | 0               | 0               |                    | -                  | -                  |             | -           | -           | 10     | 0      |        |
| 2018-2019       | Anži            | PL              | 4          | 0          | CR              | 0               | 0               |                    | -                  | -                  |             | -           | -           | 4      | 0      |        |
| Totale carriera | Totale carriera | Totale carriera | 36         | 2          |                 | 0               | 0               |                    | -                  | -                  |             | -           | -           | 36     | 2      |        |